# Stojan Jordanow
Stojan Iwanow Jordanow (bulgarisch Стоян Иванов Йорданов, wiss. Transliteration Stojan Ivanov Jordanov; * 1. Januar 1944 in Sofia) ist ein ehemaliger bulgarischer Fußballspieler auf der Position eines Torhüters.

## Laufbahn
Auf internationaler Ebene spielte Jordanow zwischen 1968 und 1975 insgesamt 25-mal in der bulgarischen Nationalmannschaft und nahm an den Olympischen Spielen 1968 und an der Fußball-Weltmeisterschaft 1970 teil.

## Erfolge
Jordanow konnte mit dem ZSKA Sofia insgesamt 8-mal die Bulgarische Meisterschaft und 5-mal den Bulgarischen Fußballpokal gewinnen. Bei den Olympischen Sommerspielen 1968 gewann er mit der Mannschaft die Silbermedaille.